# Петля (фільм, 1983)
«Петля» — український радянський трисерійний художній фільм, екранізація однойменного детектива Аркадія Адамова. Продовження фільму «Інспектор Лосєв».

## Сюжет
У котловані будівництва знайдений труп дівчини. Що це: вбивство, самогубство чи нещасний випадок? За справу беруться наші старі знайомі: Лосєв, Откаленко і новий персонаж — інспектор Васильєв. З'ясовується, що це все-таки самогубство. Але хто довів молоду енергійну дівчину до такого результату? Чому винуватця не можна притягнути до відповідальності? Традиційного для детективів хепі-енду не буде…

## У ролях
- Юрій Шликов[ru] — Віталій Лосєв
- Володимир Носик — Откаленко
- Леонід Філатов — інспектор Васильєв
- Марина Яковлєва — Віра Топіліна
- Олег Табаков — Станіслав Меншутин
- Ольга Гобзева — дружина Меншутина
- Ірина Гошева — Поліна Іванівна
- Олександр Мартинов[ru] — Федір Мухін (Слон)
- Майя Булгакова — мати Мухіна
- Жанна Прохоренко — Ганна Сергіївна Мухіна, дружина Федора
- Андрій Ростоцький — Постніков
- Людмила Сосюра — Софія Климентьевна
- Анатолій Шаляпін — Михайло Волков
- Расмі Джабраїлов — фотограф
- Борис Юрченко — Дмитро Фоменко
- Олександр Пашутін — Жилкін
- Станіслав Садальський — Зінченко
- Тетяна Догілєва — Катя

## Творча група
- Автор сценарію: Аркадій Адамов
- Режисер-постановник: Олег Гойда
- Оператор-постановник: Юрій Гармаш
- Художник-постановник: Євген Стрілецький
- Композитор: Володимир Дашкевич
- Режисер: Ю. Хоменко
- Оператор: Б. Михайлов
- Звукооператор: Леонід Вачі
- Режисери монтажу: Наталія Акайомова, Євгенія Головач
- Художник по костюмах: Алла Шестеренко
- Художник по гриму: Людмила Семашко
- Декоратор: В. Рожков
- Асистент оператора: Богдан Підгірний
- Комбіновані зйомки: оператор — М. Бродський, художник — Михайло Полунін
- Інструментальний ансамбль, диригент — Емін Хачатурян
- Редактор: Олександр Кучерявий
- Директор картини: Михайло Костюковський